# باول ر. لورانس
باول ر. لورانس (بالإنجليزية: Paul R. Lawrence)‏ هو عالم اجتماع أمريكي، ولد في 26 أبريل 1922 في روشيل في الولايات المتحدة، وتوفي في 1 نوفمبر 2011 في بيدفورد ‏ في الولايات المتحدة.